# Нікельскуттерудит
Нікельскуттерудит (раніше — хлоантит) — мінерал. Ізоструктурна відміна скуттерудиту острівної будови з дефіцитом арсену.
Попередня назва — від грецьк. «хлоантес» — який зеленіє, яскраво-зелений (J.F.A.Breithaupt, 1845).
Синоніми: колчедан білий нікелевий, колчедан арсеново-нікелевий, нікель арсенистий, нікель-скутерудит, штенгель-кобальт.

## Опис
Хімічна формула: (Ni, Co)As3-x. Містить (%): Ni — 28,13; As — 71,87. Домішки: Cu, Fe, Co, Ag, Pb. Сингонія кубічна. Дидодекаедричний вид. Кристали кубічні, рідше — кубооктаедричні. Утворює також олов'яно-білі зернисті щільні маси. Іноді — пластинчасті зростання. Спайність відсутня. Густина 6,4-6,8. Тв. 6,0-6,51. Риса сіро-чорна. Блиск металічний. Злом нерівний. Крихкий. Добрий провідник електрики. Непрозорий. Зустрічається у гідротермальних родовищах нікель-кобальтової та срібло-нікель-кобальтової формацій разом з іншими арсенідами кобальту, нікелю та заліза. Супутні мінерали: сафлорит, нікелін, прустит, барит, флюорит, кварц, сидерит, ґаленіт. Руда нікелю.

## Розповсюдження
Знахідки: Гессен, Шварцвальд, Саксонія (ФРН), Дофін (Франція), Бу-Аззер (Марокко), пров. Онтаріо (Канада).